# 정사공신 (1398년)
정사공신(定社功臣)은 1398년에 제1차 왕자의 난에서 공을 세운 사람에게 녹훈(錄勳)된 작위이다.

## 목록
다음 목록 및 그 등급은 1398년 9월 17일 정종에 의해 정해진 것이다.

### 1등 공신
| - 김사형(金士衡) - 조박(趙璞) - 의안군 이화(義安公 李和) | - 이거이(李居易) - 조영무(趙英茂) - 익안군 이방의(益安公 李芳毅) | - 이무(李茂) - 조준(趙浚) - 회안군 이방간(懷安君 李芳幹) | - 이애(李薆) - 하륜(河崙) - 정안군 이방원(靖安君 李芳遠) |

### 2등 공신
| - 김로(金輅) - 신극례(辛克禮) - 영안후 이양우(寧安侯 李良祐) - 장사길(張思吉) - 조온(趙溫) | - 민무구(閔無咎) - 심종(沈淙) - 이지란(李之蘭) - 장사정(張思靖) | - 민무질(閔無疾) - 봉녕후 이복근(奉寧侯 李福根) - 이천우(李天祐) - 장철(張哲) | - 박포(朴苞) - 이숙번(李叔蕃) - 장담(張湛) - 정탁(鄭擢) |

## 문화재 지정

### 보물
- 이중로 정사공신교서 및 초상 - 이중로 정사공신교서 - 보물 제1174-1호
- 장철 정사공신녹권 - 보물 제2009호

### 시도유형문화재
- 유백증 정사공신교서 - 충청북도 유형문화재 제268호